# Leo Kemner Laflamme
Pour les articles homonymes, voir Laflamme.
Léo Kemner Laflamme (30 août 1893-10 août 1989) est un avocat et homme politique fédéral du Québec.

## Biographie
Né à Fitchburg dans le Massachusetts aux États-Unis, il déménage au Canada en 1898 et étudie au Collège de commerce de Montmagny, au Séminaire de Québec et à l'Université Laval où il obtint un B.A.. Nommé au Conseil du Roi en 1930 et procureur de la couronne de 1935 à 1940. Il est également l'un des propriétaires du journal La Laurentienne de Lévis.
Élu député du Parti libéral du Canada dans la circonscription de Montmagny en 1925, il est réélu en 1926. Défait par le conservateur Armand Lavergne en 1930, il revient dans Montmagny—L'Islet en 1940. Il ne se représente pas en 1945, ce qui permet au futur premier ministre du Québec Jean Lesage de faire son entrée en politique fédérale.